# 西班牙高中教育
西班牙高中教育 （西班牙語：Bachillerato），是在西班牙实施的一种后义务教育。学生通常在学生16岁，通过了中学义务教育阶段（ESO）之后，具有大学前教育的特征，由两个阶段组成。在完成了高中教育阶段后，通过大学入学考试，可以进入高等职业培训阶段或者大学。

## 历史
在十六、十七、十八世纪的西班牙（或者说西班牙语美洲）教育中，Bachiller曾是一种大学教育的短期学位。 以就业为目的，曾等同于大专，因为进入院系进行专业学习不需要达到更高的水平，如执业学位（licenciado）和博士（doctor）。在大学（短期学校）或者短期学院中教授。
在1953年西班牙法律中，bachillerato曾经包括了整个中等教育（enseñanza secundaria），而且包括7个课程（一般在10到17岁之间）。从一项满10周岁的入学考试开始（考试包括听写和计算）并以在大学进行的考试结束。由于当时没有很多的学生（当时的义务教育对不将去大学的学生有不同的路线图，小学教育在6到14岁之间），考试包括了一部分笔试内容（写作，拉丁语和数学）及口试内容（关于所有学过的课程）。